# 欧通-埃贝翁
欧通-埃贝翁（法語：Authon-Ébéon，法語發音：[otɔ̃ ebeɔ̃]）是法国滨海夏朗德省的一个市镇，位于该省东部，属于圣让当热利区。该市镇于1972年由原市镇欧通（Authon）和埃贝翁（Ébéon）合并而成。

## 地理
欧通-埃贝翁（45°50'10"N, 0°24'30"W）面积11.65 平方千米，位于法国新阿基坦大区滨海夏朗德省，该省份为法国西部滨海省份，北起旺代省，西临大西洋，南至吉倫特省，东南接多爾多涅省，东北接德塞夫勒省接壤，东临夏朗德省。
与欧通-埃贝翁接壤的市镇（或旧市镇、城区）包括：欧雅克、欧马涅、贝尔克卢、米格龙、楠蒂耶、圣梅姆。

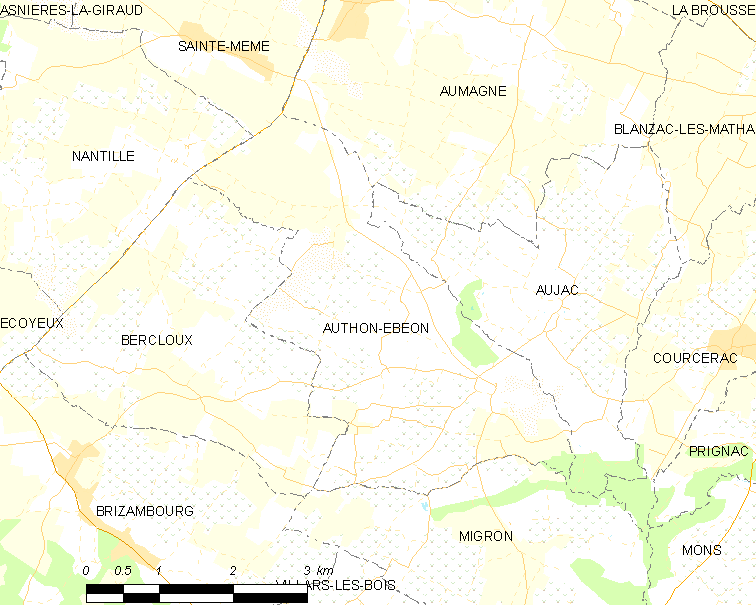
欧通-埃贝翁的OSM定位图

欧通-埃贝翁的时区为UTC+01:00、UTC+02:00（夏令时）。

## 行政
欧通-埃贝翁的邮政编码为17770，INSEE市镇编码为17026。

## 政治
欧通-埃贝翁所属的省级选区为沙尼耶县。

## 人口

1962-2008年间欧通-埃贝翁人口变化图示

欧通-埃贝翁于2022年1月1日时的人口数量为398人。